# طرابلس الإيطالية
طرابلس الإيطالية (بالإيطالية: Tripolitania Italiana)‏ هي مستعمرة إيطالية كانت تضم منطقتي طرابلس، وفزان في ليبيا، بدءاً من عام 1912، عندما تخلت الدولة العثمانية عنها بموجب اتفاقية لوزان على إثر هزيمتها في الحرب الإيطالية العثمانية، وحتى عام 1934 عندما ضمت مع برقة الإيطالية ليكونا مستعمرة ليبيا الإيطالية.

## التاريخ

### الفتح والاستعمار
تشكلت طرابلس الإيطالية وبرقة الإيطالية عام 1911، أثناء غزو طرابلس العثمانية في الحرب الإيطالية التركية.
على الرغم من تمرد العرب الكبير، تنازل السلطان العثماني عن ليبيا للإيطاليين من خلال التوقيع على معاهدة لوزان عام 1912. استخدم الإيطاليون على نطاق واسع قوات الفرسان الاستعمارية التي تشكلت في ديسمبر 1912. جُنّدت هذه القوات من السكان العرب البربر في ليبيا بعد الاحتلال الإيطالي الأول في 1911-1912.
قاد محمد إدريس السنوسي المقاومة الليبية بأشكال مختلفة خلال الحرب العالمية الثانية. بعد أن غزا الجيش الإيطالي برقة في عام 1913 كجزء من غزو ليبيا، قاوم النظام السنوسي ضدهم. عندما تخلى قائد الجماعة أحمد شريف السنوسي عن منصبه، استُبدل من قبل إدريس، الذي كان ابن عمه. شنّ أحمد هجمات مسلحة ضد القوات العسكرية البريطانية المتمركزة في مصر المجاورة وذلك تحت ضغط من الإمبراطورية العثمانية. وضع إدريس حدًا لهذه الهجمات عند توليه السلطة.
وبدلًا من ذلك، أسس تحالفًا ضمنيًا مع البريطانيين، والذي استمر لمدة نصف قرن. باستخدام البريطانيين كوسطاء، قاد إدريس الأمر إلى مفاوضات مع الإيطاليين في يوليو 1916. نتج عن ذلك اتفاقيتان، في الزويتينة في أبريل 1916 وعكرمة في أبريل 1917. تركت هذه المعاهدات الأخيرة معظم أراضي برقة تحت سيطرة النظام السنوسي. كانت العلاقات بين النظام السنوسي وجمهورية طرابلس المنشأة حديثًا متوترة. حاول السنوسي توسيع السلطة العسكرية إلى شرق طرابلس، ما أدى إلى معركة ضارية في بني وليد أجبر فيها السنوسي على الانسحاب مرة أخرى إلى برقة.
في نهاية الحرب العالمية الأولى، وقّعت الإمبراطورية العثمانية اتفاقية هدنة تنازلت بموجبها عن مطالباتها بليبيا إلى إيطاليا. ومع ذلك، كانت إيطاليا تواجه مشاكل اقتصادية واجتماعية وسياسية خطيرة محليًا، ولم تكن مستعدة لإعادة إطلاق أنشطتها العسكرية في ليبيا. وأصدرت قوانين مع كل من جمهورية طرابلس في يونيو 1919 وبرقة في أكتوبر 1919. وقد أدى ذلك إلى حل وسط مُنح بموجبه جميع الليبيين الحق في الجنسية الليبية الإيطالية المشتركة في حين أن كل مقاطعة يجب أن يكون لها برلمان ومجلس حكم خاص بها. زار إدريس روما كجزء من الاحتفالات بمناسبة إعلان التسوية.
في أكتوبر 1920، تشكلت مفاوضات أخرى بين إيطاليا وبرقة، حيث مُنح إدريس لقب أمير برقة وسمح له بإدارة المساحات الموجودة حول جالو وجغبوب وأوجيلة وأجدابيا بشكل مستقل.  كجزء من الاتفاق، حصل على راتب شهري من الحكومة الإيطالية، التي وافقت على تحمل مسؤولية حفظ وإدارة المناطق الخاضعة لسيطرة السنوسي. بحلول نهاية عام 1921، تدهورت العلاقات بين النظام السنوسي والحكومة الإيطالية مرة أخرى.
بعد وفاة الزعيم الطرابلسي رمضان السويحلي في أغسطس 1920، دخلت الجمهورية في حرب أهلية. أدرك العديد من زعماء القبائل في المنطقة أن هذا الخلاف يضعف فرص المنطقة في الحصول على حكم ذاتي مستقل عن إيطاليا، وفي نوفمبر 1920 التقوا في غريان لإنهاء العنف. في يناير 1922 وافقوا على مطالبة إدريس بتوسيع الإمارة في برقة إلى طرابلس من أجل تحقيق الاستقرار. قدموا هذا الطلب في وثيقة رسمية في 28 يوليو 1922. انقسم مستشارو إدريس حول قبول العرض أم لا. كان القيام بذلك من شأنه أن يتعارض مع الاتفاقية السابقة ويضر بالعلاقات مع الحكومة الإيطالية، التي عارضت التوحيد السياسي لبرقة وطرابلس باعتباره ضد مصالحهم. ومع ذلك، وافق إدريس في نوفمبر 1922 على الاقتراح. بعد الاتفاق، خاف إدريس من أن تنتقم إيطاليا - تحت قيادة زعيمها الفاشي الجديد بينيتو موسوليني - عسكريًا ضد النظام السنوسي، ولذلك ذهب إلى المنفى في مصر في ديسمبر 1922.

## أهم الأحداث السياسية والعسكرية
- 1911: بدء الحرب الإيطالية العثمانية:احتلال طرابلس، والخمس.[5]
- 1912: اتفاقية لوزان تنهي الحرب بين مملكة إيطاليا، والدولة العثمانية، وتخلي الأخيرة عن طرابلس، وبرقة.[5]
- 1914: تقدم الإيطاليين حتى غات في أغسطس يجعل طرابلس، وفزان مبدئياً تحت السيادة الإيطالية، لكن سيطرة المقاومين الليبيين على سبها في نوفمبر يقلب هذا التقدم إلى تراجع.[5]
- 1915: هزيمة القوات الإيطالية في معركتي وادي مرسيط، والقرضابية، أدّى إلى تراجع كامل للقوات الإيطالية واقتصاره في النهاية على طرابلس، والخمس، وزوارة.[5][6]
- 1922: القوات الإيطالية تحتل مصراتة، مدشنةً عملية استرداد طرابلس.[5]
- 1924: احتلال سرت، وبذلك يكون معظم إقليم طرابلس (عدا صحراء سرت) تحت السيطرة الإيطالية.[5]
- شتاء 1927-1928: بدء عمليات خط العرض 29، بالتنسيق ما بين حكومتي طرابلس، وبرقة التي أدّت إلى احتلال خليج سرت، والربط بين المستعمرتين.[7]
- 1929: بييترو بادوليو يصبح حاكماً وحيداً لمستعمرتي برقة وطرابلس.[5]
- 1929-1930:احتلال فزان.[5]
- 1934:ضم طرابلس إلى مستعمرة ليبيا.